# Diego Coello de Portugal y Quesada
Diego Coello de Portugal y Quesada (Jaén, 19 de agosto de 1820-Roma, 5 de abril de 1897) fue un político y diplomático español.

## Biografía
Nacido el 19 de agosto de 1820 en Jaén, fue el hijo primogénito de Diego Coello de Portugal y Ramírez y de Josefa de Quesada, y por tanto hermano de Francisco Coello de Portugal y Quesada.
Diputado por Jaén en 1846, 1850 y 1854, por Canarias en 1857, por Jaén y Segovia en 1858, por Jaén en 1863 y 1864.
Fundador y director del periódico conservador vespertino La Época en Madrid desde 1849 a 1866.
Embajador español en Turín entre 1858-60, en Bruselas, y en Suiza entre el 8 de septiembre de 1862 y el 1 de febrero de 1864, en Portugal entre 1864-65, en Roma entre 1875-1876.
Senador por Jaén en 1876 y vitalicio entre 1877-1880.
En 1884 se convirtió en el representante diplomático de España en el Imperio otomano, sucediendo a su amigo el conde de Rascón.
Diego Coello de Portugal —al que se le concedió el título de conde de Coello de Portugal el 17 de mayo de 1875— falleció el 5 de abril de 1897 en Roma.

## Familia
Entre sus quince hermanos estaban Francisco Coello de Portugal (militar y eminente geógrafo) y José (teniente general) , cuyo hijo Rafael (general, ministro de Gobernación, gobernador Civil de Zaragoza y escritor), heredaría el título nobiliario de Diego.